# 未来のムスコ〜恋人いない歴10年の私に息子が降ってきた!
『未来のムスコ～恋人いない歴10年の私に息子が降ってきた！』（みらいのムスコ）は、原作：阿相クミコ、作画：黒麦はぢめによる日本の漫画作品。
集英社のヤンジャン！にて2022年4月より配信され、2025年5月に最終回を迎えた。

## あらすじ
アラサー貧困独身女子の前に、息子と名乗る颯太が未来からタイムスリップしてきて、シングルマザー生活を続けながら父親を探していく。

## 登場人物
- 汐川未来（28）劇団員
- 汐川颯太（４）
- 吉沢将生（36） 劇団の座長・演出家
- 松岡優太（28）保育士
- 矢野真（22）劇団員
- 西村太一（33）劇団員（あだ名マスオ）
- 鈴木理子（20）　劇団員
- 沙織（28）未来の友達
- 芥川 圭（23）未来の隣に住む理系の大学生
- 松岡良純（67）よしずみ保育園の園長／優太の伯父

## 書誌情報
- 原作：阿相クミコ、作画：黒麦はぢめ、集英社〈ヤングジャンプ・コミックス〉、全8巻
  1. 2022年10月19日発売[1]、ISBN 978-4-08-892440-3
  2. 2023年2月17日発売[2]、ISBN 978-4-08-892606-3
  3. 2023年7月19日発売[3]、ISBN 978-4-08-892782-4
  4. 2023年12月19日発売[4]、ISBN 978-4-08-893097-8
  5. 2024年5月17日発売[5]、ISBN 978-4-08-893250-7
  6. 2024年9月19日発売[6]、ISBN 978-4-08-893401-3
  7. 2025年2月18日発売[7]、ISBN 978-4-08-893547-8
  8. 2025年7月17日発売[8]、ISBN 978-4-08-893681-9